# Mony Marc
Mony Marc es una cantante belga.
Fue la segunda cantante en representar a Bélgica en el Festival de la Canción de Eurovisión 1956, cantando «Le plus beau jour de ma vie» (en español: «El día más bello de mi vida»), canción compuesta por Claude Alix (música) y David Bee (letra).
Se desconoce la posición que ocupó en el certamen, ya que las votaciones eran secretas aquel año.